# Dentelbach (Sauer)
Der Dentelbach ist ein gut drei Kilometer langer linker Zufluss der Sauer im Département Bas-Rhin in der Region Grand Est.

## Verlauf
Der Dentelbach entspringt auf einer Höhe von etwa 320 m in den Nordvogesen im Forêt Domaniale de Sickingen direkt nordöstlich vom Gimbelhof. Er läuft zunächst in südlicher Richtung am Osthang des Thalenberges (441 m) entlang, dreht dann nach Südwesten ab und mündet schließlich auf einer Höhe von 201 m südöstlich des Rocher de l'Étang von links in die Sauer.
Knapp hundert Meter weiter südlich fließt der von der anderen Seite kommende Steinbach in die Sauer.